# سانيا أوزيغوفيتش
سانيا أوزيغوفيتش (بالكرواتية: Sanja Ožegović) مواليد 15 يونيو 1959 في زغرب، جمهورية يوغوسلافيا الاشتراكية الاتحادية، هي لاعبة كرة سلة كرواتية معتزلة. مثلت منتخب بلادها. شاركت في دورة الألعاب الأولمبية الصيفية سنة 1980.

## سجل المنافسة
شاركت في المنافسات التالية:
- الألعاب الأولمبية الصيفية 1980
- الألعاب الأولمبية الصيفية 1984

## الميداليات
| الميدالية | المسابقة                       |
| --------- | ------------------------------ |
| برونزية   | الألعاب الأولمبية الصيفية 1980 |

## روابط خارجية
- سانيا أوزيغوفيتش على موقع الاتحاد الدولي لكرة السلة (الإنجليزية)
- سانيا أوزيغوفيتش على موقع سبورتس رفرنس (الإنجليزية)
- سانيا أوزيغوفيتش على موقع اللجنة الأولمبية الدولية (الإنجليزية)
- سانيا أوزيغوفيتش على موقع أوليمبيديا (الإنجليزية)